# Monfalconi
A Monfalconi hegycsoport a Friuli Dolomitokban található, Venetóban (Belluno megye) és Friuli-Venezia Giuliában (Pordenone és Udine megye).

## Elhelyezkedése

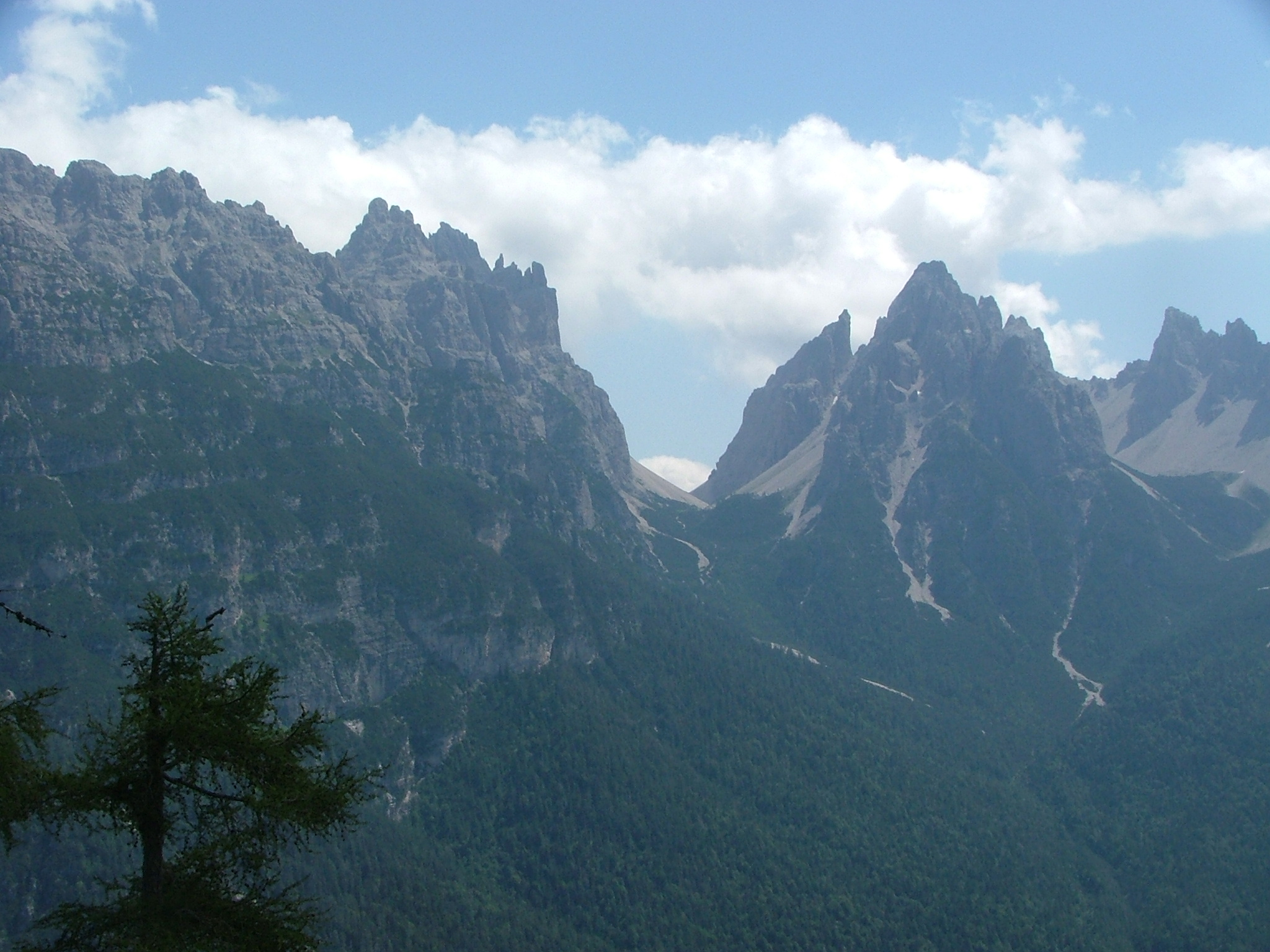
A Forcella Scodavacca

A csoport a Centro Cadore-tótól keletre fekszik, északon a Forcella Scodavacca, délkeleten a Lavinal-hágó és délnyugaton a Forcella Montanaia határolja. Ez utóbbi választja el a Spalti di Torótól, egy olyan csoporttól, amellyel egyetlen egészet alkot.

## Osztályozása
A SOIUSA szerint a Monfalconi egy alpesi alcsoport a következő osztályozással:
- Nagy része = Keleti-Alpok
- Nagy szektor = Délkeleti Alpok
- Szakasz = Carnic and Gail Alps
- Alszakasz = Carnic Prealps
- Szupercsoport = Friuli Dolomitok
- Csoport = Spalti-Monfalconi Csoport
- Alcsoport = Monfalconi
- Kód = II/C-33. III-A.2.a

## Partíció
A SOIUSA szerint a Monfalconi három szektorra oszlik. 
- Monfalconi di Forni (/a)
- Monfalconi di Cimoliana (/b)
- Monfalconi di Montanaia (/c)

## Leírása

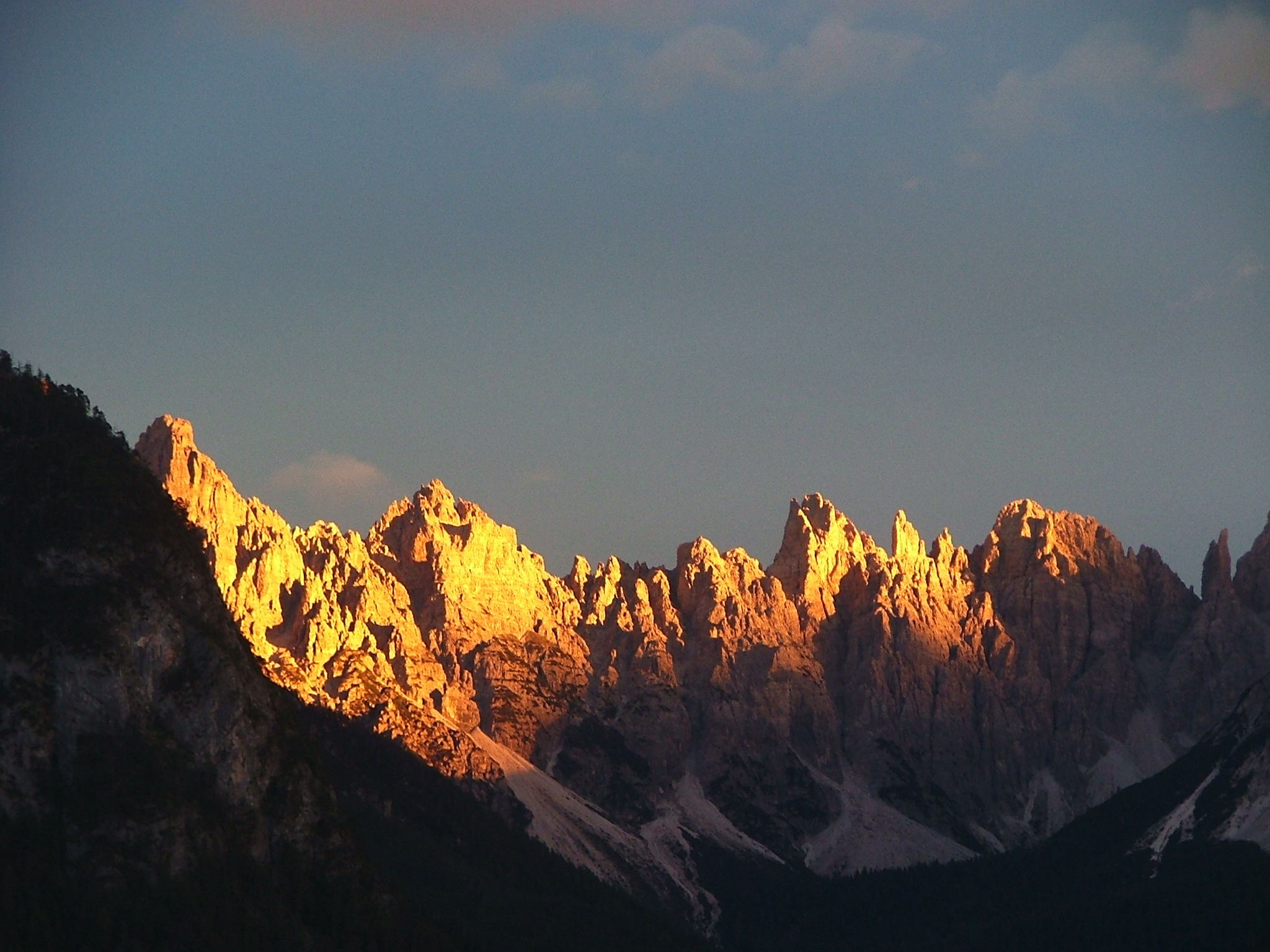
A Spalti di Toro csoport, a Monfalconi mellett

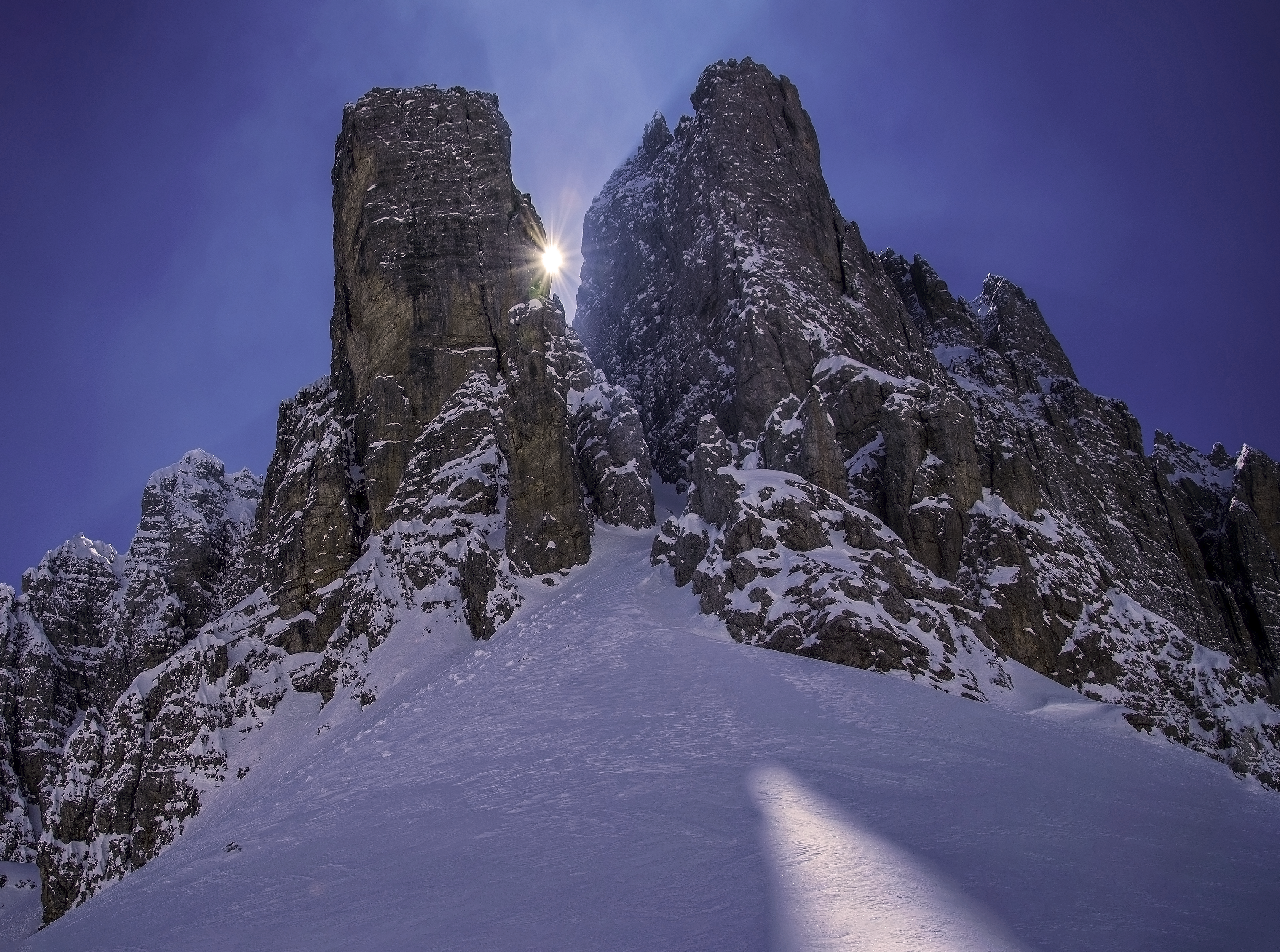
A Crodon di Giaf

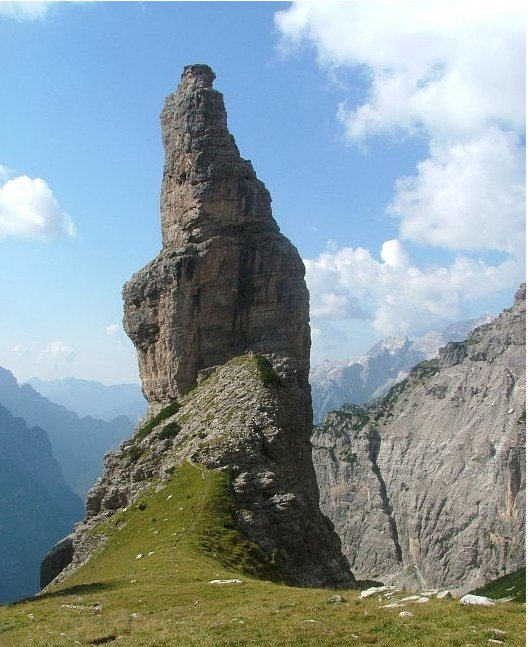
A Campanile di Val Montanaia

A Spalti di Toro-Monfalconi, bár kisebb területet foglal el a közeli hegycsoportokhoz képest, mint például a Marmarole, Terze-Clap-Siera, földrajzilag nagyon összetett, mivel több száz tornyból és hegygerincből áll, amelyek a dolomitcsoportok egyik legkarakteresebbjévé teszik őket. A Monfalconi a Forcella Spen (2049 m) keresztül csatlakozik a Duranno-Cima dei Preti, és a Lavinal-hágón keresztül csatlakozik a Pramaggiore csoporthoz, egyfajta patkót alkotva a Val Cimoliana csúcsán.
A keleti ág a Spalti di Toro nevet viseli a Cima Bothban (2434 m), míg a nyugati ágban a Monfalcon di Montanaia (2548 m) a csoport legmagasabb csúcsa. A lánc fő váza a Cima degli Elmiből (2424 m) indul, és a Val Montanaia és Val Talagona közötti vízválasztó mentén folytatódik, fogazott tarajjal, számos villával és bevágással, amelyet csak minimálisan használnak az egyik völgyből a másikba és bármely nagyon nehezen hozzáférhető más területhez való áthaladáshoz. A déli oldalon négy völgy lép be a csoport szívébe: a Cadìn di San Lorenzo, a Val Montanaia, a Val Monfalcon di Cimoliana és a Val Meluzzo mindegyike elérhető a Val Cimoliana-i Pordenone menedékházból.
Maga a Monfalconi-csoport az a keleti ág, amely a Forcella Montanaiától északkelet–délkeleti irányban folytatódik, és a Monfalcon di Montanaia agglomerációit alkotja szatelliteivel, a Croda del Leonéval és a Monfalcon di Fornival, a legészakibb és legcsipkézettebb, amely a Giaf menedékház (1400 m). A Val Montanaia központjában áll a Campanile di Val Montanaia híres „harangtorony”. A hágóként használt csoport fő villái a Forcella Montanaia, a Forcella del Leone, a Forcella del Cason, a Forcella del Las Busas, a Forcella dei Pecoli és a Forcella Cimoliana (utóbbit áthatolhatatlan út keresztezi, amelynek felszerelését lebontották).

## Hegymászás története
A Monfalconi csoport a dolomit hegymászásának hajnala óta ismert, de a hegymászás aranyéveiben (19. század) elzárták, különösen a déli oldalról, mert nem volt célszerű megközelíteni; Arturo Ferruccinak, a Società Alpina Friulana elnökének, aki megmászta a Montanaiai és Mantica Monfalcont, csak egy rövid epizódja vezetett a Cima d'Arade meghódításához 1895-ben. A hegymászók csak a 20. század elején kezdtek vágyni az ebben a félreeső vonulatban őrzött tornyokra, és ekkoriban indult a verseny a Campanile di Val Montanaia legszebb és legismertebb tornyának meghódításáért. A masszívum megmászása kezdete, amelyet 1902-ben Wolf von Glanvell és Karl von Saar hajtottak végre, folytatva a Napoleone Cozzi és Alberto Zanutti által megszakított kísérletet.
A következő évben maga Glanvell von Saarral és K. Domenigg-gel meghódította a Croda Cimolianát; Tita Piaz 1906-ban feltűnt, és meghódította a Campanile Torót, megnyitva egy nehéz V. fokozatú útvonalat (korának legkeményebbjei között), és befejezte a szédítő leereszkedést a Campanile di Val Montanaia északi oldaláról. Az első világháború kitörésekor az összes Monfalconi-csúcsot megmászták, különösen az Umberto Fanton vezette velencei hegymászók nagy csoportja. Amint a Nagy Háború véget ért, a hegymászók új generációja, köztük Celso Gilberti, Ettore Castiglioni, Emil Solleder, Raffaele Carlesso, Spiro dalla Porta Xydias és mások, különösen a helyiek, új útvonalakat nyitottak meg, és a legelérhetetlenebb falakat is a leglogikusabb útvonalakon hódítottak meg.
Azonban a hozzáférés kényelmetlensége miatt, a Campanile di Val Montanaiától eltekintve, amely mára nagyrészt bekerült a kollektív emlékezetbe a falai mentén végrehajtott tettek miatt, a Monfalconi egy másodlagos csoport maradt, elzárt és soha nem zsúfolt, amelyen főleg Friuli-beli hegymászók próbálták ki magukat a közelből érkezve. Csak manapság van egy kis újjáéledése a hegység számos csúcsán, és mindenesetre a Val Montanaia körüli útvonalakon.

## Csúcsok

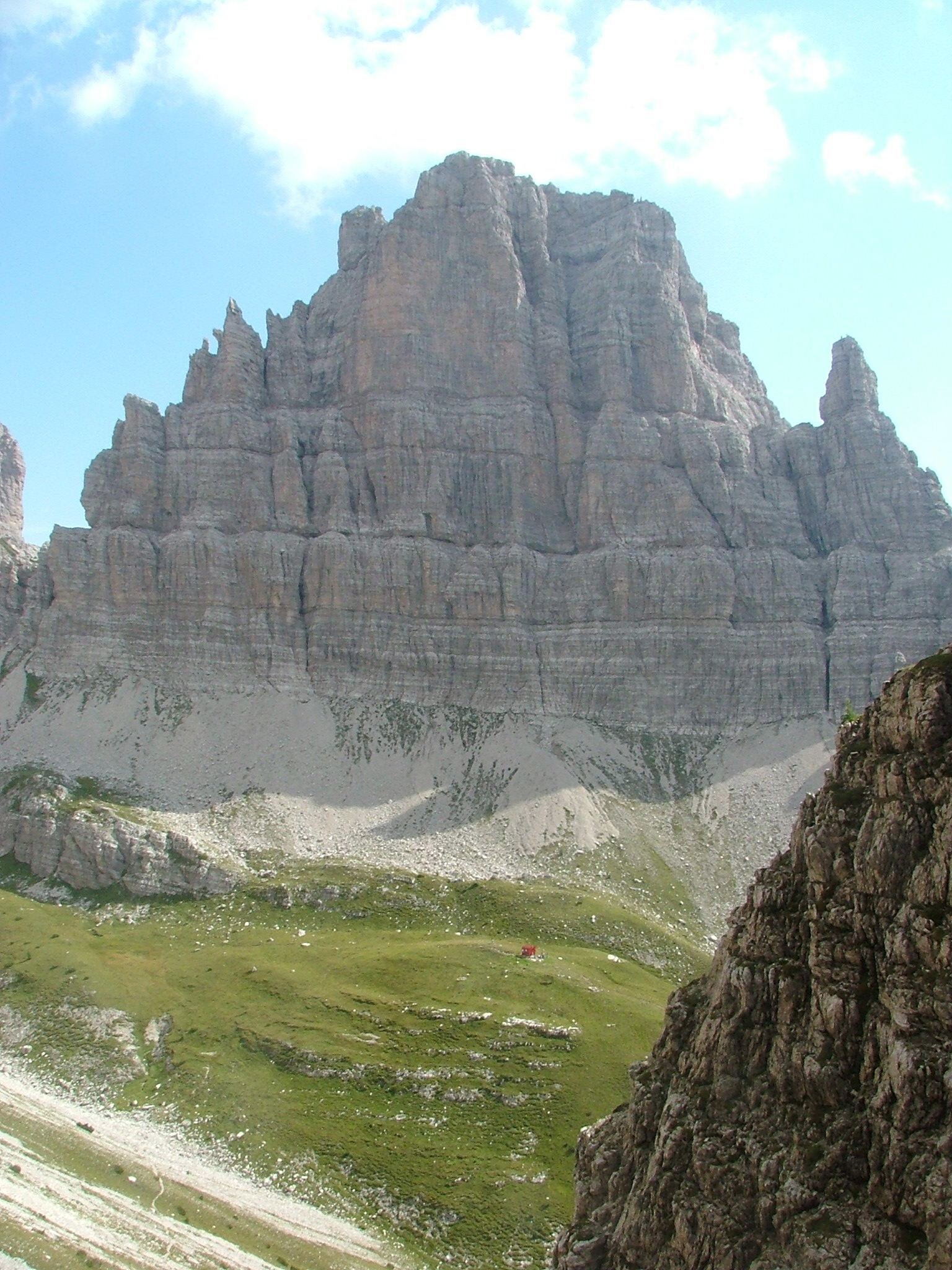
A Croda Montanaia a Perugini bivakból, előtérben a vörös oszlop

A Monfalconi néhány fő csúcsa:
- Monfalcon di Montanaia – 2548 m
- Cima di Giaf – 2523 m
- Giaf Crodon – 2504 m
- Cima d'Arade – 2503 m
- Monfalcon di Forni – 2453 m
- Monfalcon di Cimoliana – 2450 m
- Punta Koegel – 2440 m
- Croda Cimoliana – 2408 m
- Oroszlángerinc – 2403 m
- Croda Ultima del Leone – 2401 m
- Cima Pecoli – 2352 m
- Cima Urtisei West – 2264 m
- Cima Urtisei Est – 2119 m

## Menedékek és bivakok

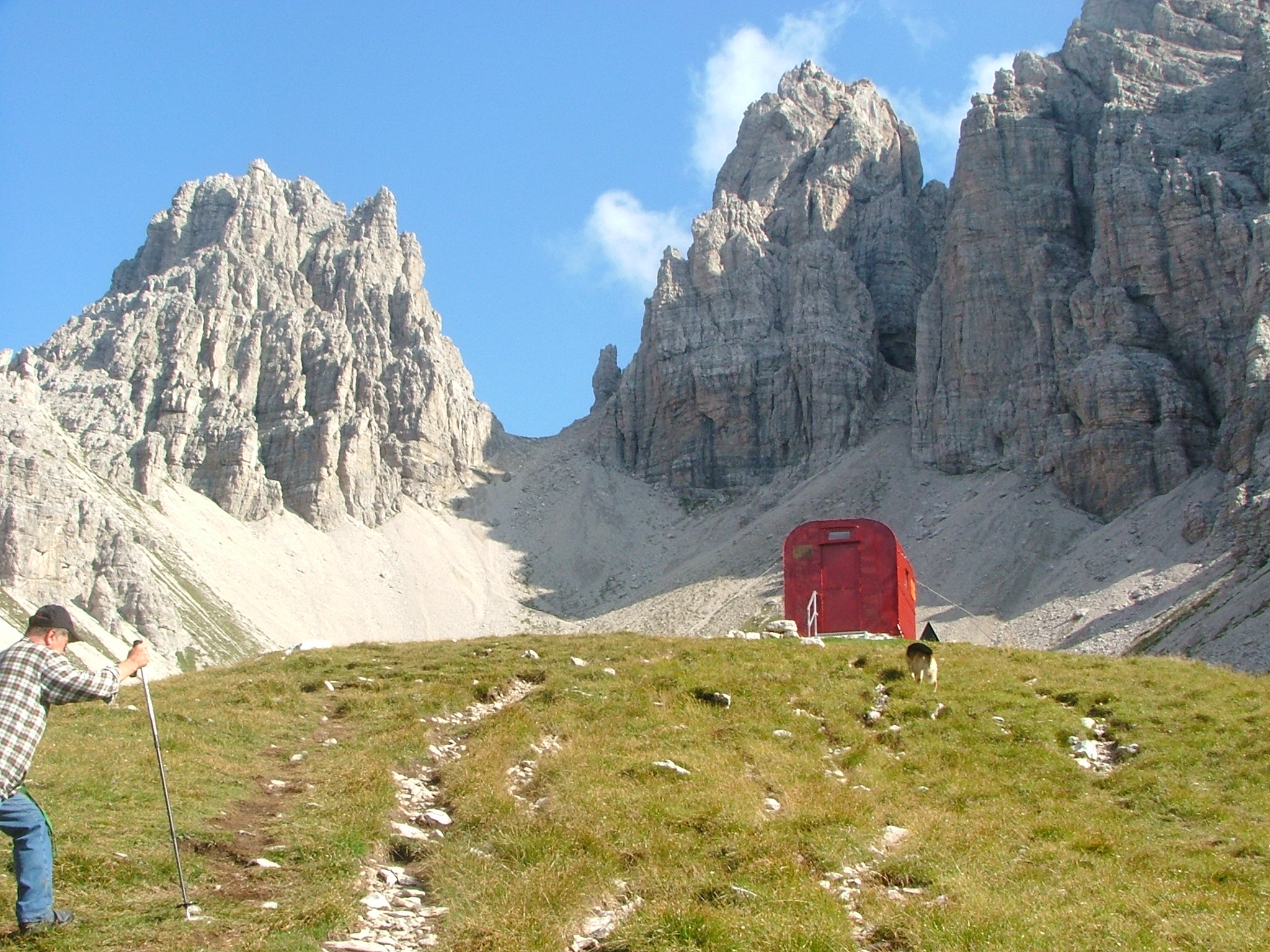
A Bivacco Perugini Both-csúcs közelében

A csoportot körülvevő menedékek és bivakok :
- Giaf menedékház – 1400 m, amely könnyen megközelíthető Forni di Sopra városából Chiandarensből. Az autót a parkolóban hagyva körülbelül egy óra alatt elérhető.
- Padova menedékhely – 1300 m. Autóval elérhető a Domegge di Cadorétól.
- Pordenone menedékhely – 1249 m. Autóval elérhető Val Cimoliana városán keresztül, amely a Val Cellina beli Cimolais-ban kezdődik.
- Bivouac Marchi-Granzotto – 2158 m. A bivak megközelíthető: a Giaf menedékházból két óra alatt elágazással  Casonból vagy Forc. Las Busasból mindkét útvonal a scree-n halad át; a Pordenone menedékházbólkét és fél óra alatt a Meluzzo völgyön át, a Monfalconi völgyben felfelé haladva az útvonal nem jelent nehézséget és mindenki számára megfelelő ; a Padova menedékháztól a forni Monfalcon-hágóig.
- Bivouac Perugini – 2000 m. A bivak a Pordenone menedékházból harmadfél órás sétával elérhető a Val Montanaián keresztül.

## Mászások

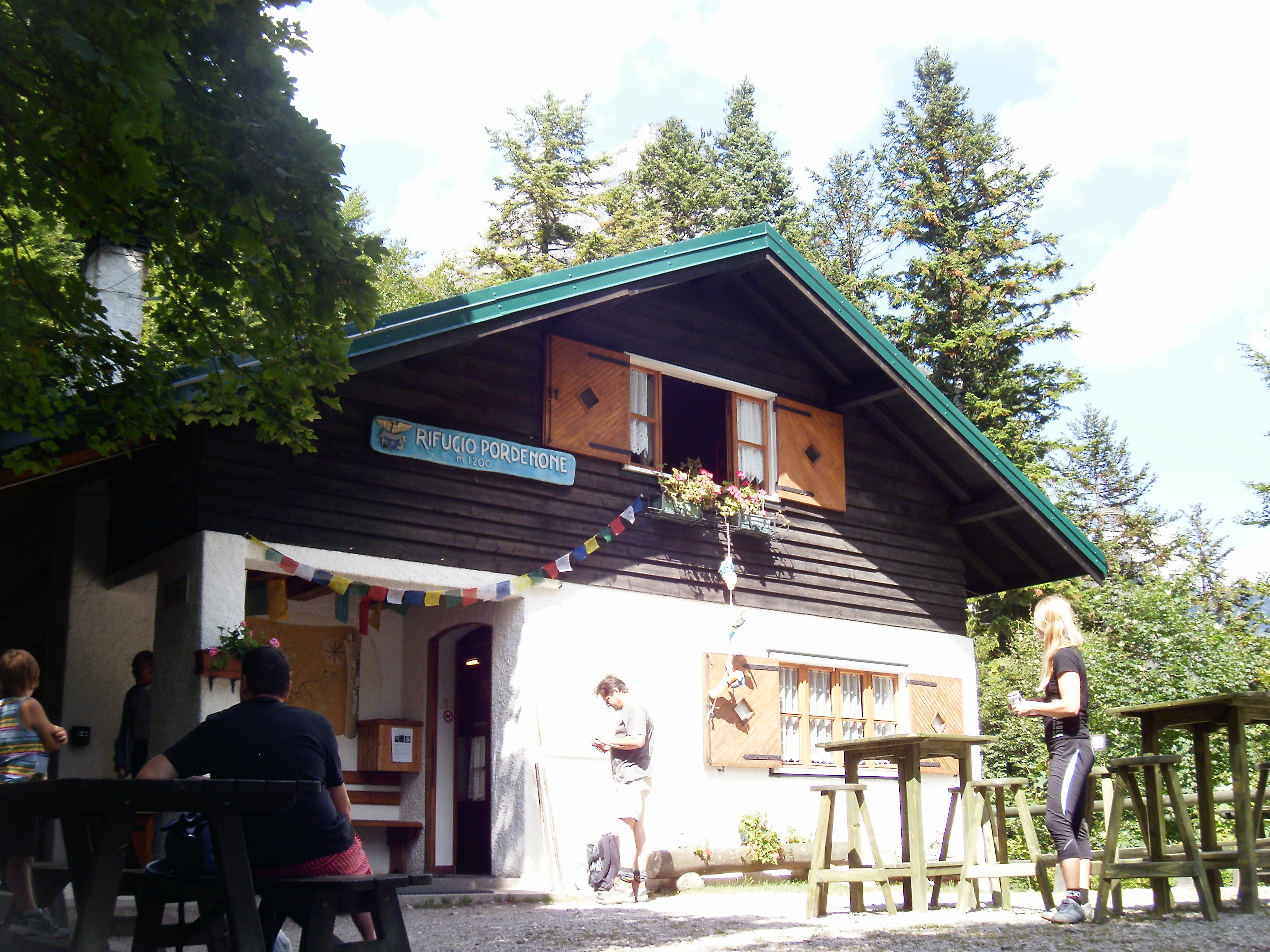
A Pordenone menedékház a Monfalconi déli oldalán

A masszívum számtalan mászást kínál minden nehézséggel, de csak néhány ismétlődik és ismert, mások sajnos feledésbe merültek, vagy csak ritkán folytatják. A legérdekesebb úticélok a következők:
- A Croda Cimoliana egyik útvonala a Bivacco Perugini felé néz, azaz a fő homlokzata mentén, és a normál útvonal Glanvell-Saar-Domenigg (III); a Piazon keresztül (IV, V-); a Via Pacifico (V) és a Vörös Oszlop (V+); a hegy aljának teljes körülhajózása is elvégezhető a Forcella Cimolianától a Forcella della Crodáig tartó párkányrendszeren keresztül.
- A Cima di Meluzzo egy összetett formájú hegy, amely különféle sziklaszerkezetekkel rendelkezik, beleértve a Campanile Rifugio Pordenone nevű Pordenone menedékhely felé nyúló sarkantyút, amelyen a Carlesso útvonal (IV+) emelkedik fel. Az előcsúcson ismert a Val Montanaia ösvényből kiágazó nagy diéder (V, 1 pp. VI) és a délkeleti oldal útvonalai (Agnolin-Praturlon V+ és A2; Migotto-Martin V+ és A1)).
- Monfalcon di Montanaia számos közepes nehézségű hegymászó útvonallal rendelkezik, de szinte mindig a normál útvonalon érhető el Cadinut di Cimoliana városából, a Marchi bivak (II+) alatt.
- Az egész Monfalcon dei Forni csoport érdekes felemelkedéseket mutat be minden nehézséggel, és a Giaf és Padova menedékek és a Marchi bivak jelenlétének köszönhetően időnként látogatható; Ezek közül kiemelkedik a Cima Giaf-i Solleder (V), a Torre Valentino északi oldalával (VI+) és a Torre Antonio Berti (különböző útvonalak III-tól V-ig).

## Fordítás
- Ez a szócikk részben vagy egészben  a   Monfalconi című olasz Wikipédia-szócikk ezen változatának fordításán alapul.  Az eredeti cikk szerkesztőit annak laptörténete sorolja fel. Ez a jelzés csupán a megfogalmazás eredetét és a szerzői jogokat jelzi, nem szolgál a cikkben szereplő információk forrásmegjelöléseként.

## Bibliográfia
- Atlante Orografico delle Alpi. SOIUSA. Pavone Canavese: Priuli & Verlucca. ISBN 978-88-8068-273-8 (2005)